# Glacier Johns Hopkins
Le glacier Johns Hopkins est un glacier d'Alaska, aux États-Unis, situé à l'intérieur du parc national de Glacier Bay. Long de 19 km il débute sur les pentes orientales du mont Lituya et du mont Salisbury et s'étend vers l'est jusqu'au golfe Johns Hopkins, à 2 km du glacier Clark à 127 km de Hoonah.
Son nom lui a été donné en 1893 par H.F. Reid, en l'honneur de l'Université Johns-Hopkins de Baltimore au Maryland.

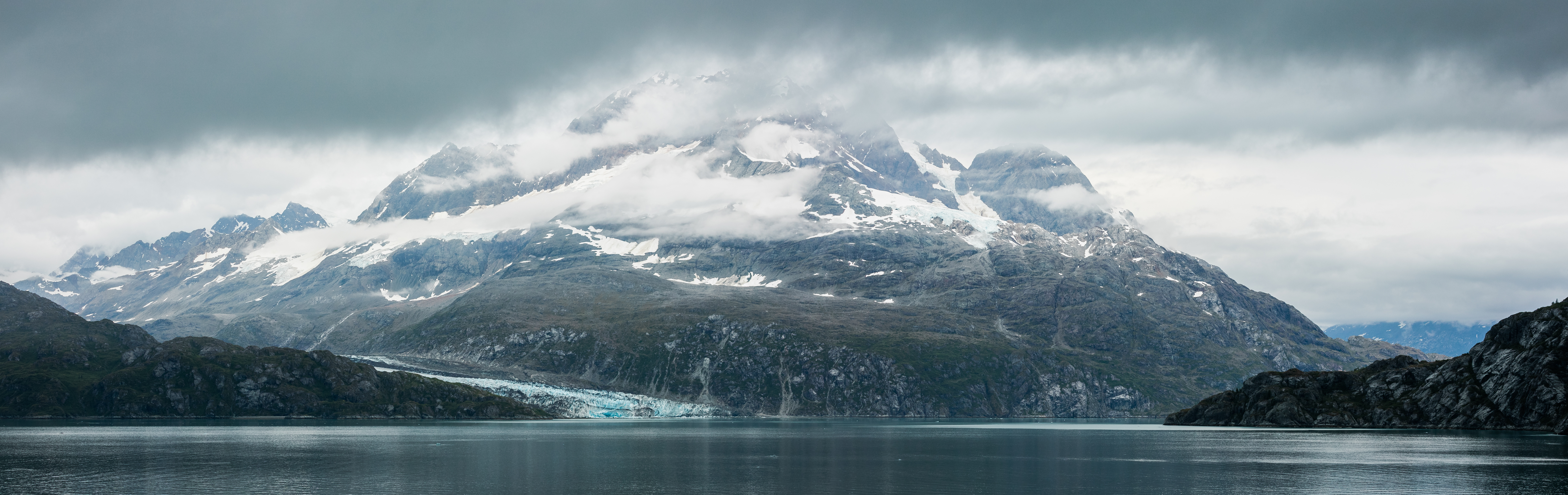
Vue du front glaciaire en août 2017.